# Negus
Negus (em 
ge'ez: ነጉሥ, nəgūś AFI: [nɨguːɬ]; amárico:  nigūs; cf. tigrínia:  ነጋሲ

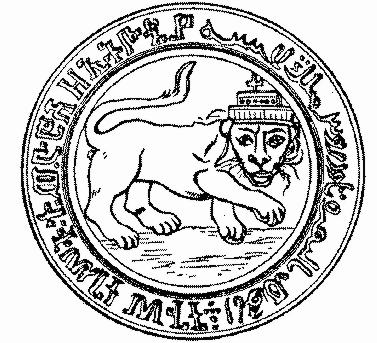
Selo real do Imperador Teodoro II (ንጉሥ)

, negus) é um título real das Línguas semíticas etiópicas. Usado por um rei e às vezes por um governante vassalo no antigo Estado monárquico etíope, a antiga Abissínia. O termo é usado para traduzir a palavra "rei" em textos bíblicos e literários. É uma palavra derivada da antiga raiz semítica verbal ngś, que significa "reinar".
Conta a tradição etíope que, um milênio antes de Cristo, durante a permanência da rainha de Sabá em Jerusalém, esta tornou-se mulher do rei Salomão.
Ao retornar grávida para o seu país, teve um filho, chamado Menelik por alguns autores, e que foi educado em Sabá durante a infância. Na adolescência, o jovem teria sido enviado a Jerusalém quando foi consagrado no Templo judaico, recebendo o nome de seu avô Davi.
Quando ascendeu ao trono etíope teria introduzido a religião judaica no seu país.
Por isso, todos os soberanos da milenar Abissínia, desde a antiguidade, usavam o título de Negus, pretendendo descenderem do rei bíblico Salomão, e da lendária rainha de Sabá.
O soberano do império etíope usava o título de "negus neguest" (rei dos reis), com o significado de imperador.
O último Negus Neguest etíope teria sido Hailé Selassié, que reinou de 1930 a 1974.